# Synsepalum subverticillatum
Synsepalum subverticillatum là một loài thực vật thuộc họ Sapotaceae. Đây là loài đặc hữu của Kenya.